# Domingos de Freitas Soares
Domingos de Freitas Soares war ein Herrscher (Liurai) des timoresischen Reiches Vemasse im Herrschaftsgebiet der Portugiesen auf der Insel.
1859 führte Dom Domingos eine kleinere Revolte gegen die Portugiesen, die aber schnell niedergeschlagen wurde. Dom Domingos wurde noch im selben Jahr ins Exil nach Lissabon geschickt, kehrte später aber wieder nach Timor zurück und führte sein Reich wieder von 1862 bis 1867. In diesem Jahr kam es erneut zum Aufstand gegen die Portugiesen. Im August erhoben sich die Einwohner von Vemasse und belagerten Lalcia. Gouverneur Texeira da Silva beendete die Belagerung und schlug den Aufstand mit Hilfe verbündeter Liurais nieder. Dom Domingos wurde durch seinen Stellvertreter, dem Dato-hei (Fürst)  ersetzt, der einen Bündnisschwur ablegte und friedliche Beziehungen zu den Nachbarn versprach.
Bis 1871 kam Dom Domingos aber erneut an die Macht. Als der Krieg von Laleia (1878–1880) gegen Liurai Manuel dos Remédios ausbrach, forderte Gouverneur Hugo Goodair de Lacerda Castelo Branco Dom Domingos auf, er solle für Dom João Ximenes, Liurai von Cairui und Pedro de Gusmão da Costa, Adliger aus Laleia, nach Dili Geleitschutz stellen. Die beiden hatten sich gegen Remédios gestellt. Doch als die Gruppe einen Fluss überquerte, griff sie eine große Anzahl von Kriegern an. Dom Domingos und seine Krieger verschwanden sofort und der kleinen portugiesischen Truppe drohte durch die Übermacht nun die Vernichtung. Nachdem die Angreifer aber Pedro de Gusmão da Costa und João Ximenes getötet hatten, zogen sie sich sofort wieder zurück.
Noch im selben Jahr wurde Manuel da Costa Freitas neuer Liurai von Vemasse, der die Portugiesen dann im Krieg gegen Laleia unterstützte.